# Metehara
Metehara – miasto w środkowej Etiopii, w regionie Oromia, w strefie East Shewa, nad jeziorem Nogoba; siedziba administracyjna ueredy Fentale. Przez miasto przechodzi linia kolejowa. W pobliżu znajduje się Park Narodowy Auasz.